# مغامرات زكية هانم (مسلسل)
مغامرات زكية هانم مسلسل درامي كوميدي مصري تدور قصته حول زوجة فضولية تتدخل في شؤون الغير لشغفها بروايات شرلوك هولمز البوليسية فتجلب المشاكل لها ولزوجها وللناس الذين دخلت في مشاكلهم.
المسلسل من تأليف أحمد عفيفي وإخراج إبراهيم الشقنقيري.

## الممثلون
- سميحة أيوب : في دور زكية الزوجة الفضولية.
- صلاح قابيل : في دور توفيق زوج زكية.
- ألفت إمام : في دور نبيلة ابنة أخت زكية والقاطنة مع توفيق وزكية في منزلهم.
- نادية فهمي : في دور عطيات مدبرة منزل توفيق وزوجته.
- أسامة عباس : في دور منير زميل توفيق في العمل.
- محمود مسعود : في دور الدكتور طاهر خطيب نبيلة.
- سهير الباروني : في دور فردوس زوجة منير.
- محمد متولي : في دور فتحي جار الأسرة في العمارة.
- ماجدة زكي : في دور فوقية زوجة فتحي وجارة زكية.

إلى جانب الكثير من ضيوف الحلقات منهم: صباح عبيد ،محمد كامل ، وفاء عامر ، خالد الصاوي وغيرهم.